# MBus

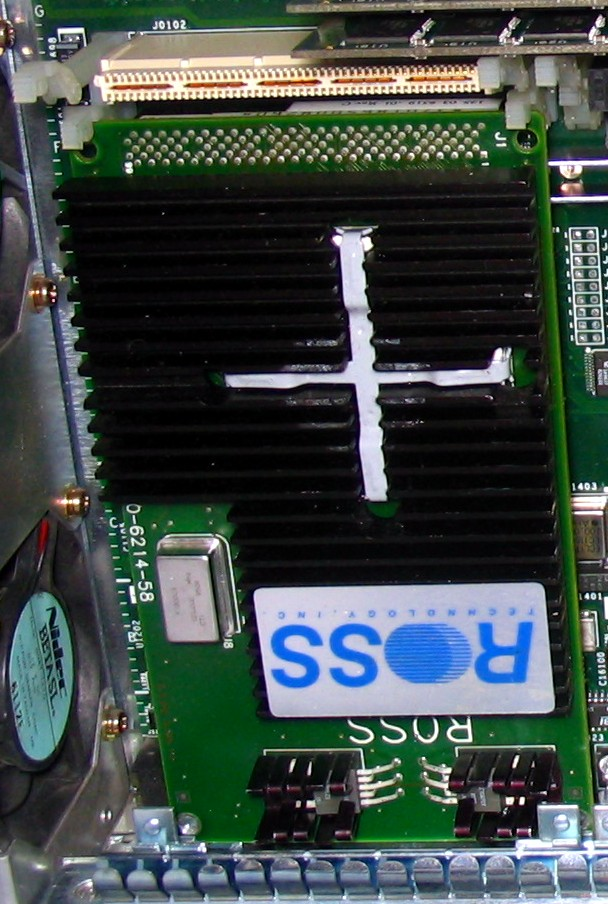
MBusスロットの例。 1つはCPUモジュールが刺さっている

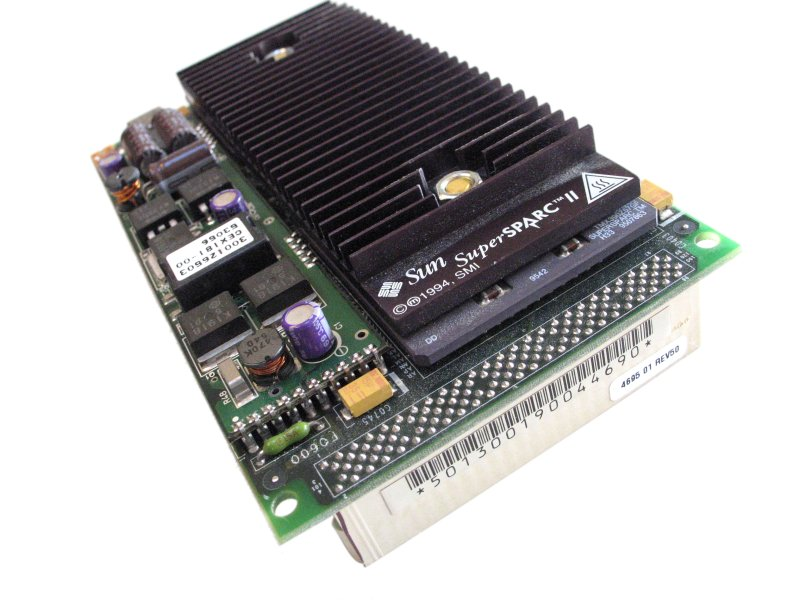
MBusモジュール:Sun SuperSPARC II SM71

MBusは、サン・マイクロシステムズによって、高速なコンピュータシステムの部品(たとえば、CPUやマザーボード、メインメモリ)間通信用コンピュータバスとして設計、実装された。対してSBusは、同じマシン上にあるマザーボードと拡張カードを接続するために用いられた。
MBusは、SPARCserver-690のような初期のSPARCをベースとしたマルチプロセッサシステムで最初に用いられ、1980年代後半には、SPARCstationシリーズのような、SPARCベースのワークステーションにも見られた。MBusはひとつのマザーボード上にいくつものマイクロプロセッサを載せることを許しており、CPUの載った取り外し可能なMBusモジュール(例えばSPARCstation10やSPARCstation20)を使って、8CPUまでのマルチプロセッサ構成をとることができた。シングルプロセッサシステムでも内部的にはMBusプロトコルを使用していたが、生産コストを抑えるため、CPUはマザーボードに直付けされていた。
MBusの仕様は64bitデータ幅で、36bit物理アドレスを使い、アドレス空間は64GBの広さがあった。転送速度は80MB/s(最大転送速度320MB/s)であった。バスの制御はアービタが行い、割り込みやリセット、タイムアウトも仕様化された。
MBusに関連して、いくつかのバスも開発された。XBusは、回路切り替え型MBusに対応したパケット交換型バスであり、MBusと同じ電気的特性と物理形状を持っていたが、信号プロトコルは非互換であった。また、KBusは複数のMBusを結ぶための高速な接続システムであって、Solbourne Series 6とSeries 7で使われた。
MBusを使ったコンピュータシステムを生産したメーカーは、サン・マイクロシステムズ、ROSS Technologies、ヒュンダイ/Axil、富士通、Solbourne、Tatung、GCS、Auspex、ITRI、ICL、クレイ、アムダール、テミス、DTKであった。